# Grünheide (Mark)
Grünheide (Mark) ist eine amtsfreie Gemeinde im Landkreis Oder-Spree in Brandenburg.

## Geografie

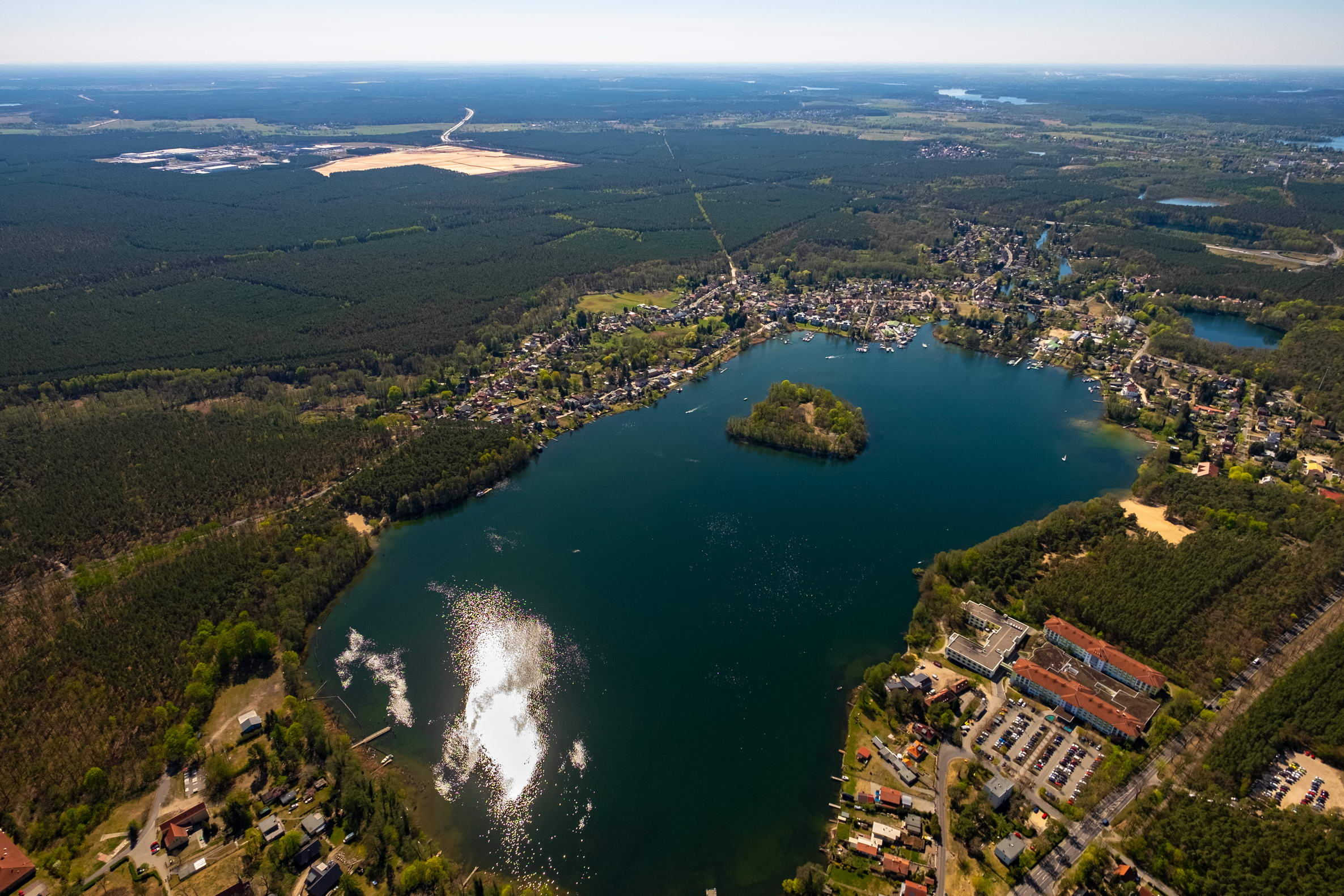
Grünheide und Fangschleuse mit Werlsee

### Geographische Lage
Die Gemeinde Grünheide (Mark) liegt im nördlichen Teil des Landkreises Oder-Spree. Sie grenzt im Norden an die amtsfreien Gemeinden Woltersdorf und Rüdersdorf bei Berlin (Landkreis Märkisch-Oderland), im Nordosten an die Gemeinde Rehfelde (Amt Märkische Schweiz) und die amtsfreie Stadt Müncheberg, im Osten an die amtsfreie Gemeinde Steinhöfel, im Südosten an die amtsfreie Stadt Fürstenwalde/Spree, im Süden und Südwesten an die Gemeinden Spreenhagen und Gosen-Neu Zittau (Amt Spreenhagen) und im Westen an die amtsfreie Stadt Erkner.

### Naturraum

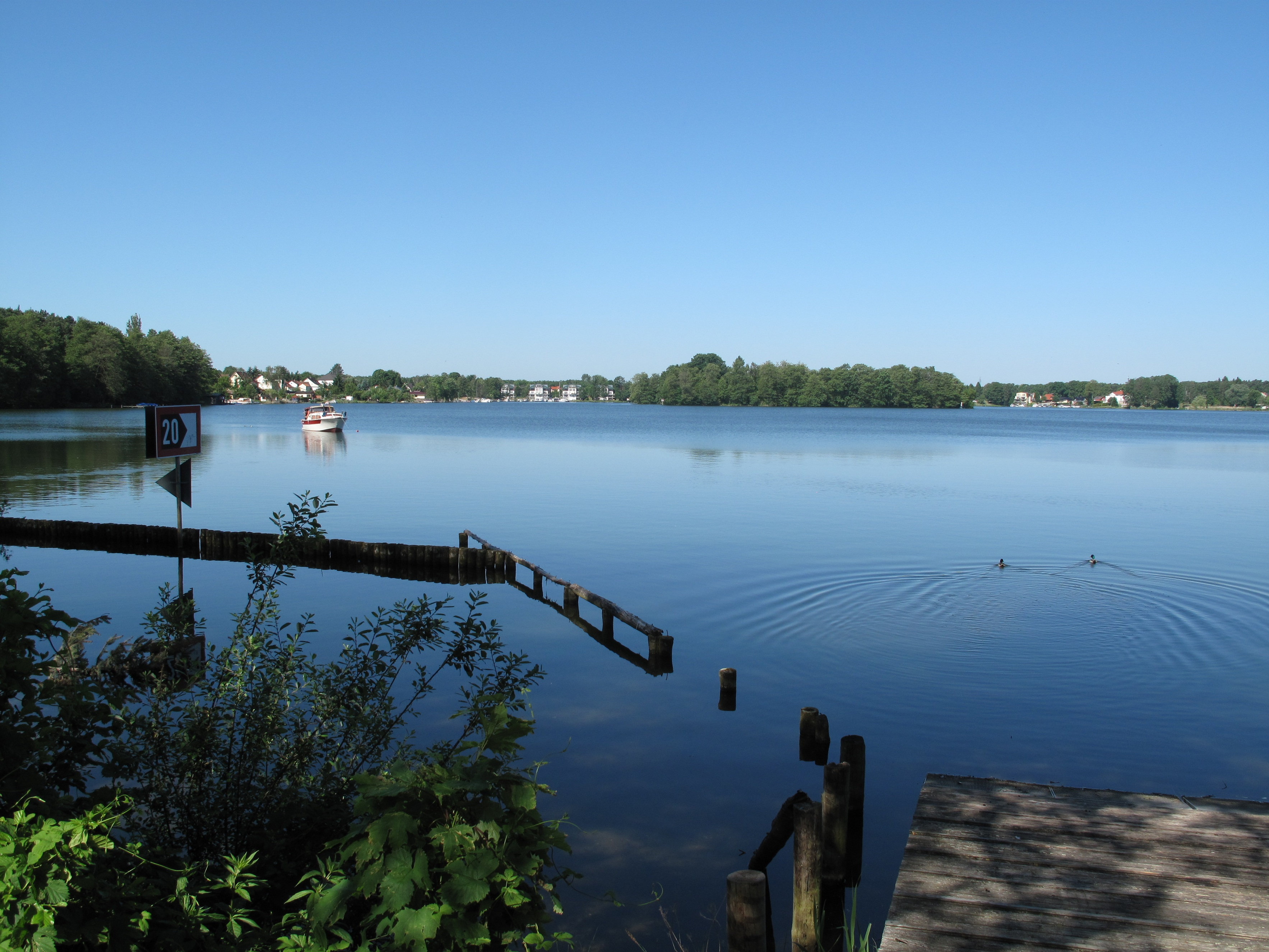
Werlsee

Der westliche Teil von Grünheide gehört zum Waldgebiet der Rüdersdorfer Heide, welches nach Osten nahtlos in die Handelsberger Heide übergeht.
Auf dem Gebiet der Gemeinde befindet sich eine Seenplatte vom Priestersee und Werlsee über den Baberowsee bis zum Liebenberger See. Die Seenkette ist ein Teil der glazialen Löcknitz-Stobber-Rinne und entwässert über die parallel zur Seenkette fließende Löcknitz zur Spree. Die Löcknitz entsteht nahe dem Ortsteil Kienbaum aus dem Zusammenfluss des Maxsee-Abflusses Mühlenfließ mit dem Stobberbach, der aus dem Roten Luch kommt. Als dritte „Quelle“ der Löcknitz wird in der Fachliteratur der Abfluss des Liebenberger Sees bezeichnet, der kurz unterhalb der Vereinigung von Stobberbach und dem Maxsee-Mühlenfließ, gleichfalls unter dem Namen Mühlenfließ, der Löcknitz zufließt. Dabei entwässert der Liebenberger See zudem die mit ihm – in Nordrichtung entgegen der hauptsächlichen Fließrichtung der Rinne – verbundenen Gewässer der Seenkette in den Fluss. Die rund 30 Kilometer lange Löcknitz strömt von Kienbaum bis zum Grünheider Ortsteil Fangschleuse frei mäandrierend und hat auf mehr als 20 Kilometern, insbesondere im Naturschutzgebiet Löcknitztal, natürliche Uferstrukturen behalten.

## Gemeindegliederung
Die heutige Gemeinde entstand durch den Zusammenschluss von sechs Gemeinden zwischen 2001 und 2003. Das Gemeindegebiet ist identisch mit dem von 1992 bis 2003 existierenden Amt Grünheide (Mark).
Die Gemeinde Grünheide (Mark) besteht laut ihrer Hauptsatzung aus folgenden Ortsteilen:
- Grünheide (Mark) mit den bewohnten Gemeindeteilen Altbuchhorst, Fangschleuse, Grünheide (Mark) (einschließlich Freienbrink), Schmalenberg und Klein Wall
- Hangelsberg mit den bewohnten Gemeindeteilen Wulkow, Spreetal und Hangelsberger Forst
- Kagel mit den bewohnten Gemeindeteilen Kagel-Möllensee und Kagel-Finkenstein
- Kienbaum
- Mönchwinkel mit dem bewohnten Gemeindeteil Neu Mönchwinkel
- Spreeau mit den bewohnten Gemeindeteilen Spreewerder, Storkowfurt, Sieverslake, Freienbrink und Störitz

Hinzu kommen die Wohnplätze Bergluch, Forsthaus Wilhelmsbrück, Fürstenwalde West, Gottesbrück, Kolonie Kienbaum, Liebenberg, Schlangenluch, Störitzsee, Waldeck und Wilhelmsaue.

## Geschichte
Das Gebiet der heutigen Gemeinde Grünheide war vor der Völkerwanderung Siedlungsgebiet germanischer, danach slawischer Stämme. Im Zuge der Eroberung des Barnim durch die Markgrafen von Brandenburg um 1240 gehörten alle Ortsteile (außer Hangelsberg) der heutigen Gemeinde Grünheide zum Barnimbesitz des Klosters Zinna. Dieser Besitz wurde bis 1550 von Vogt mit Amtssitz in Kagel verwaltet. Im Zuge der Reformation wurde der Klosterbesitz um Rüdersdorf 1553 säkularisiert und Grünheide gehörte zum Domänenamt Rüdersdorf. Der Begriff „Grüne Heyde“ wurde erstmals von Kurfürst Joachim II. verwendet, der 1543 seinen Bruder Markgraf Johann von Brandenburg-Küstrin hierher zur Jagd in sein Jagdhaus auf einer Insel im Werlsee einlud.
Der Dreißigjährige Krieg entvölkerte die Gegend fast völlig. 1662 genehmigte Friedrich Wilhelm, der Große Kurfürst, die Ansiedlung einer Sägemühle in der Rüdersdorfer Heide. Daher gilt 1662 als Gründungsjahr von Grünheide, obwohl Klein Wall bereits 1642 im Rüdersdorfer Kirchenbuch auftaucht. Seit 1933 erinnert ein Feldsteindenkmal unterhalb der Kirche an den Gründer des Ortes, Kurfürst Joachim II. Zwischen 1748 und 1763 siedelte König Friedrich II. in sogenannten Kolonien zahlreiche Kleinbauern und Holzfäller in der Heide an.
Um 1800 hatten sich aus den einzelnen Waldsiedlungen drei administrative Heidedistrikte entwickelt. Die Schiffbarmachung der Löcknitz 1875 und der Anschluss an das Eisenbahnnetz über den nahen Bahnhof Fangschleuse verhalf Grünheide zu einem Aufschwung. Zahlreiche wohlhabende Berliner Bürger bauten sich an den Ufern von Peetzsee und Werlsee große Sommerhäuser. Unter anderem Gerhart Hauptmann, Bertolt Brecht, Wilhelm Bölsche und Ernst Rowohlt verbrachten die Sommermonate in der Grünen Heide.
In Grünheide wurde am Störitzsee das Betriebsferienlager „Alexander Matrossow“ durch den VEB IFA-Automobilwerke Ludwigsfelde errichtet und nach 1990 als Kinder- und Jugenderholung Störitzland fortgeführt. In Altbuchhorst gab es ebenfalls ein Ferienlager, das vom Druck- und Verlagswesen der DDR betrieben wurde.
Ab 1967 errichtete das Ministerium für Staatssicherheit in der Gemarkung Spreeau eine Dienstkomplex, der im Lauf der Jahre einen eigenen Autobahnanschluss sowie eine Eisenbahnanbindung erhielt. Insgesamt betrug dessen Fläche ca. 20 km². Dort wurden u. a. fehlgeleitete Pakete aus der Bundesrepublik verwertet.
Der DDR-Regimekritiker Robert Havemann lebte von 1976 bis zu seinem Tode 1982 in Grünheide (Mark). Von 1976 bis 1979 stand er unter einem von der DDR-Führung auferlegten Hausarrest. Nach drei Jahren wurde der Hausarrest zwar aufgehoben, die Überwachung jedoch fortgesetzt.
Am 9./10. September 1989 wurde im Grünheider Ortsteil Altbuchhorst, im Haus von Katja Havemann, der Witwe von Robert Havemann, die Bürgerbewegung Neues Forum gegründet. Dies war ein wichtiger Anstoß für die politischen Veränderungen, die letztlich zum Zusammenbruch der DDR und zur Demokratisierung in den neuen Bundesländern geführt haben.
Verwaltungsgeschichte
Kienbaum und Liebenberg sowie Kagel bildeten bereits während der Zinnaer Zeit eigenständige Dörfer und später Gemeinden. Die heutigen Ortsteile Grünheide, Spreeau und Mönchwinkel bildeten sich erst in den letzten zweihundert Jahren zu eigenständigen Gemeinden heraus. Vorher gehörte ihr Gebiet zur Rüdersdorfer Heide. Administrativ wurde dieses Forstrevier in drei Heidedistricte geteilt. Zum II. Heidedistrict der Rüdersdorfer Forst gehörten Alt-Mönchwinkel, Birkenwerder, Freienbrink, Neu-Mönchwinkel, Sieverslake, Storkowfurt und Wilhelmsaue. Zum III. Heidedistrict gehörten Alt-Buchorst, Bergluch, Fangschleuse, Gottesbrück, Grünheide, Klein-Wall, Priestersee und Schmalenberg.
Grünheide und seine heutigen Ortsteile gehörten bis 1817 zum Kreis Oberbarnim und von da an zum Kreis Niederbarnim. Nur Hangelsberg gehörte nicht zum Barnim, sondern zum Kreis Lebus. Alle Ortsteile lagen in der preußischen Provinz Brandenburg und ab 1952 im Kreis Fürstenwalde im DDR-Bezirk Frankfurt (Oder). Seit 1993 liegen die Orte im brandenburgischen Landkreis Oder-Spree.
Im Zuge der Ämterbildung 1992 in Brandenburg schlossen sich fünf Gemeinden im damaligen Kreis Fürstenwalde zum Amt Grünheide zusammen. Der Minister des Innern des Landes Brandenburg erteilte am 9. Juli 1992 seine Zustimmung zur Bildung des Amtes Grünheide. Als Zeitpunkt des Zustandekommens des Amtes wurde der 21. Juli 1992 festgelegt. Das Amt hatte seinen Sitz in der Gemeinde Grünheide und bestand zunächst aus folgenden Gemeinden:
1. Grünheide
2. Kagel
3. Hangelsberg
4. Mönchwinkel
5. Spreeau

Am 28. August 1992 wurde die Gemeinde Kienbaum durch Beschluss des Ministers des Innern dem Amt Grünheide zugeordnet. Das Amt wurde zum 1. Juli 1994 in Amt Grünheide (Mark) umbenannt. Zum 31. Dezember 2001
schlossen sich die Gemeinden Grünheide (Mark), Kagel und Kienbaum zur neuen Gemeinde Grünheide (Mark) zusammen.
Am 26. Oktober 2003 wurden die Gemeinden Hangelsberg, Mönchwinkel und Spreeau per Gesetz in die Gemeinde Grünheide (Mark) eingegliedert. Das Amt Grünheide (Mark) wurde aufgelöst, die Gemeinde Grünheide (Mark) wurde amtsfrei. Die Gemeinde Spreeau legte Kommunalverfassungsbeschwerde gegen ihre Eingliederung in die Gemeinde Grünheide ein, die jedoch verworfen wurde.

## Bevölkerungsentwicklung
| Jahr | Einwohner |
| ---- | --------- |
| 1875 | 0 763     |
| 1890 | 0 889     |
| 1910 | 1 509     |
| 1925 | 2 114     |
| 1933 | 2 245     |
| 1939 | 2 747     |

| Jahr | Einwohner |
| ---- | --------- |
| 1946 | 2 742     |
| 1950 | 2 896     |
| 1964 | 2 766     |
| 1971 | 2 805     |
| 1981 | 2 557     |
| 1985 | 2 528     |

| Jahr | Einwohner |
| ---- | --------- |
| 1990 | 2 347     |
| 1995 | 2 805     |
| 2000 | 3 622     |
| 2005 | 7 761     |
| 2010 | 7 982     |
| 2015 | 8 327     |

| Jahr | Einwohner |
| ---- | --------- |
| 2020 | 8 872     |
| 2021 | 8 942     |
| 2022 | 8 945     |
| 2023 | 8.983     |
| 2024 | 8.978     |

Gebietsstand des jeweiligen Jahres, Einwohnerzahl: Stand 31. Dezember (ab 1991), ab 2011 auf Basis des Zensus 2011, ab 2022 auf Basis des Zensus 2022

## Politik

### Gemeindevertretung
Die Gemeindevertretung von Grünheide besteht aus 18 Gemeindevertretern und dem hauptamtlichen Bürgermeister. Die Kommunalwahl am 9. Juni 2024 führte bei einer Wahlbeteiligung von 70,0 % zu folgendem Ergebnis:
| Partei / Wählergruppe                      | Stimmenanteil 2019 | Sitze 2019 |        | Stimmenanteil 2024 | Sitze 2024 |
| ------------------------------------------ | ------------------ | ---------- | ------ | ------------------ | ---------- |
| AfD                                        | 11,5 %             | 2          | 23,0 % | 4                  |            |
| SPD                                        | 17,2 %             | 3          | 21,9 % | 4                  |            |
| bürgerbündnis                              | 13,5 %             | 2          | 11,3 % | 2                  |            |
| CDU                                        | 08,4 %             | 2          | 10,6 % | 2                  |            |
| Bündnis LOS für Vernunft und Gerechtigkeit | –                  | –          | 09,5 % | 2                  |            |
| Freiwillige Feuerwehr                      | 08,2 %             | 2          | 07,3 % | 1                  |            |
| Freie Wählergemeinschaft                   | 05,7 %             | 1          | 06,1 % | 1                  |            |
| Bündnis 90/Die Grünen                      | –                  | –          | 03,2 % | 1                  |            |
| Alternative Liste PRO GRÜNHEIDE            | 04,8 %             | 1          | 03,1 % | 1                  |            |
| ÖDP                                        | –                  | –          | 02,6 % | –                  |            |
| Konstruktiv für Grünheide                  | –                  | –          | 01,4 % | –                  |            |
| Die Linke                                  | 15,5 %             | 3          | –      | –                  |            |
| Gewerbe & Handwerk                         | 07,0 %             | 1          | –      | –                  |            |
| FDP                                        | 05,3 %             | 1          | –      | –                  |            |
| Bündnis für Natur und Handwerk             | 02,2 %             | –          | –      | –                  |            |
| Einzelbewerber Gerd Röhsgen                | 00,7 %             | –          | –      | –                  |            |
| Insgesamt                                  | 100 %              | 18         | 100 %  | 18                 |            |

### Bürgermeister
- 1998–2003 Liselotte Fitzke (SPD)[19] (ehrenamtliche Bürgermeisterin des heutigen Ortsteils Grünheide)
- seit 2003: Arne Christiani (parteilos)[20]

Christiani wurde in der Bürgermeisterstichwahl am 15. September 2019 mit 58,3 % der gültigen Stimmen gewählt. Seine Amtszeit beträgt acht Jahre.

### Wappen, Flagge und Dienstsiegel
| Wappen von Grünheide (Mark) | Blasonierung: „In Grün eine aus einem fünfmal von Blau und Silber geteilten Wellenschildfuß wachsende goldene Schildkröte.“          |
| Wappen von Grünheide (Mark) | Das Wappen wurde vom Erfurter Heraldiker Frank Diemar gestaltet und am 22. Dezember 1995 durch das Ministerium des Innern genehmigt. |

Die Flagge ist grün-weiß-grün (1:2:1) gestreift und mittig mit dem Gemeindewappen belegt.
Das Dienstsiegel zeigt das Wappen der Gemeinde mit der Umschrift GEMEINDE GRÜNHEIDE (MARK) • LANDKREIS ODER-SPREE.

## Sehenswürdigkeiten
In der Liste der Baudenkmale in Grünheide (Mark) stehen die in der Denkmalliste des Landes Brandenburg eingetragenen Denkmäler.

### Baudenkmale

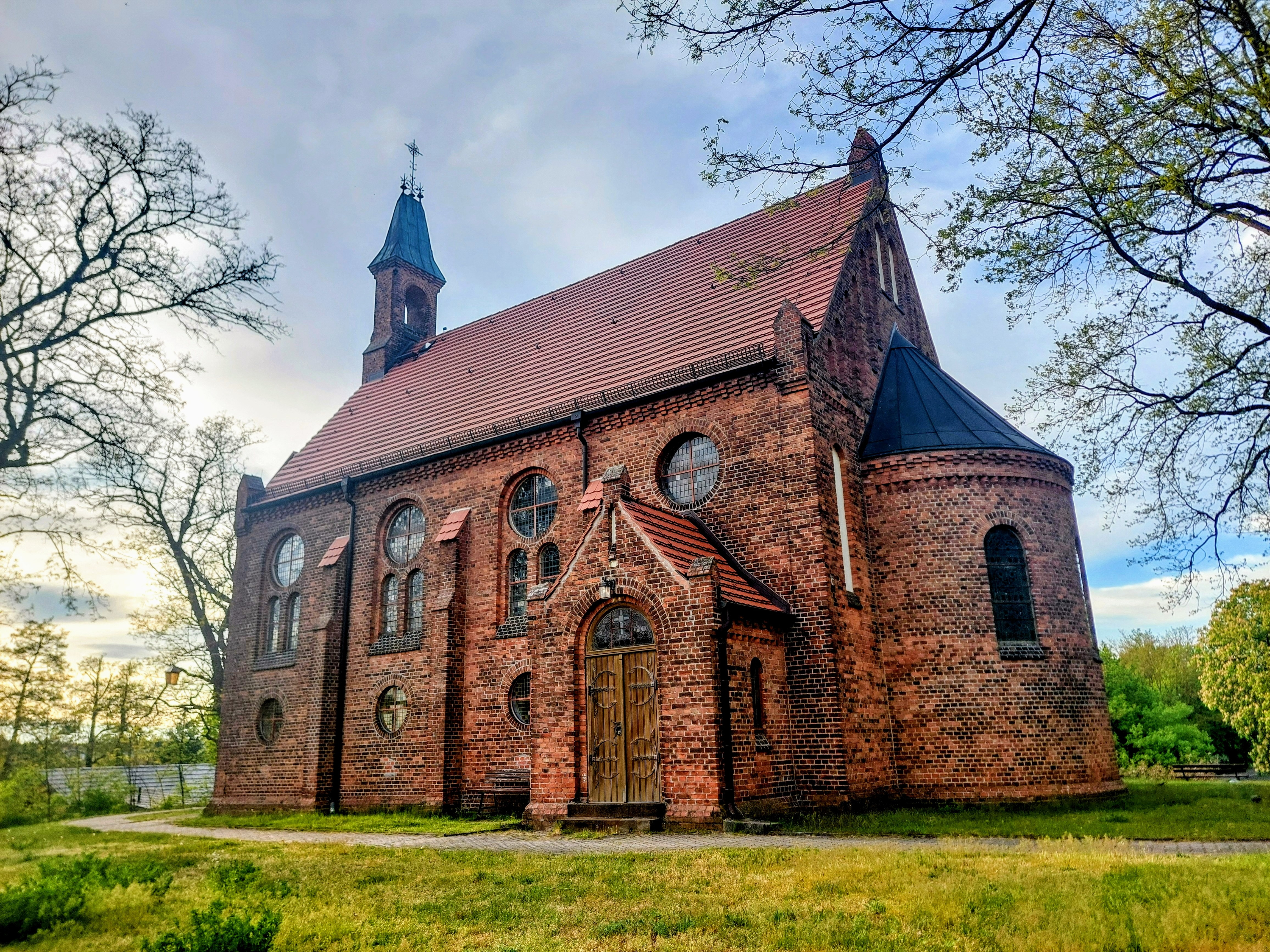
Kirche Zum Guten Hirten

- Evangelische Kirche Zum Guten Hirten im Ortsteil Grünheide, 1892 errichteter neuromanischer Backsteinbau
- Dorfkirche Hangelsberg, Saalkirche von 1927/1928, die Kirchenausstattung stammt überwiegend aus der Bauzeit
- Dorfkirche Kagel, 1869 bis 1871 im Stil der Schinkel-Schule errichtet
- Dorfkirche Kienbaum, entstand in den Jahren 1908 und 1909 an Stelle eines Vorgängerbaus
- Dorfschmiede Kagel, Gerhart-Hauptmann-Straße 20
- Villenanlage mit Park im Ortsteil Fangschleuse, Am Schlößchen 12
- Wohnhaus mit Hofgebäude in Grünheide, Karl-Marx-Straße 25

### Geschichtsdenkmale

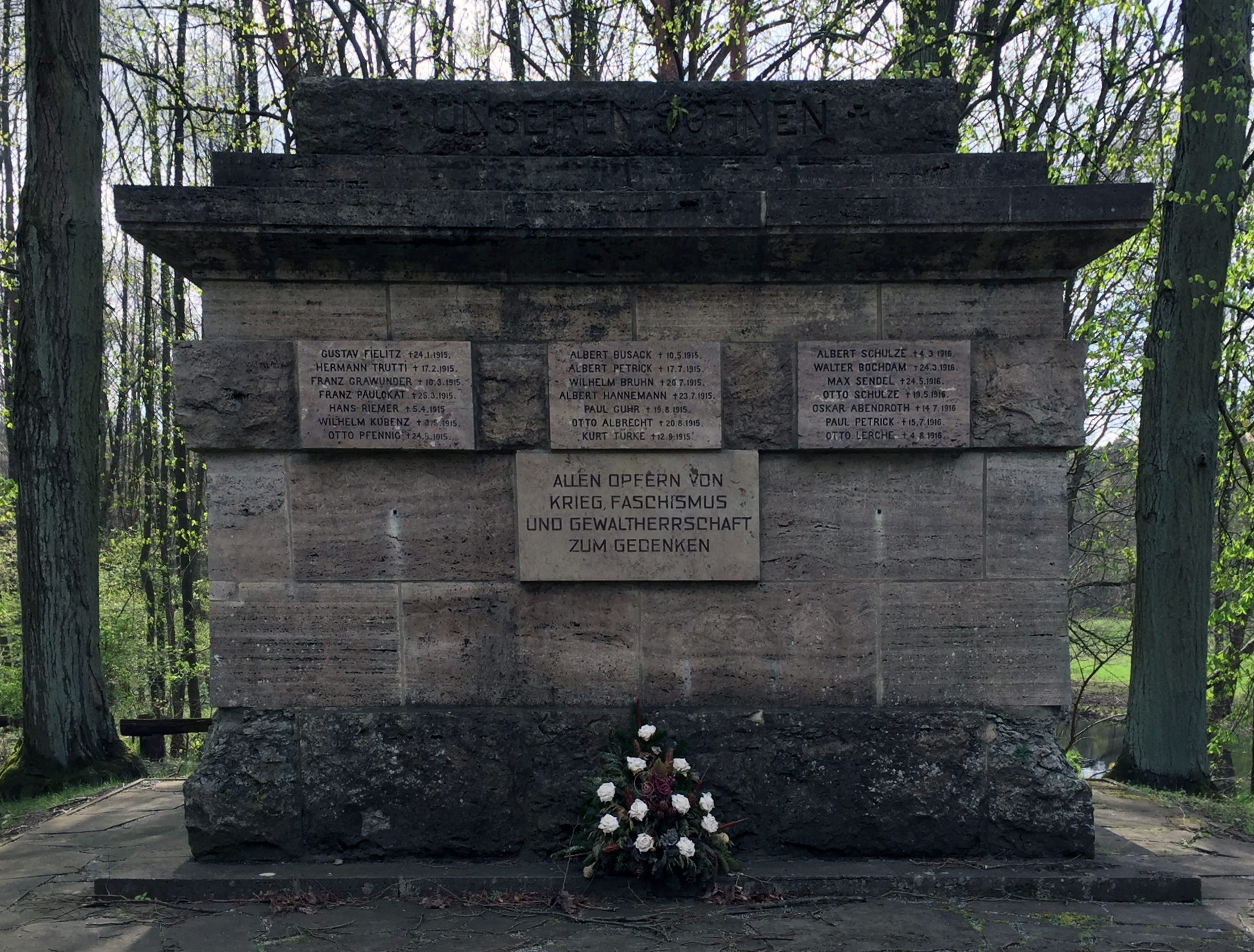
Kriegsgräberstätte

- Denkmal für die Opfer von Krieg, Faschismus und Gewaltherrschaft an der Großen Wallbrücke über die Löcknitz (ebenfalls Baudenkmal)
- Gedenktafel von 1948 für die Opfer des Faschismus unterhalb der Kirche an der Karl-Marx-Straße
- Kurfürstendenkmal Karl-Marx-Straße 37 unterhalb der Kirche
- Sowjetisches Ehrenmal für gefallene Soldaten der Roten Armee Neue Erknerstr./Friedrich-Engels-Str.

## Wirtschaft und Infrastruktur

### Wirtschaft

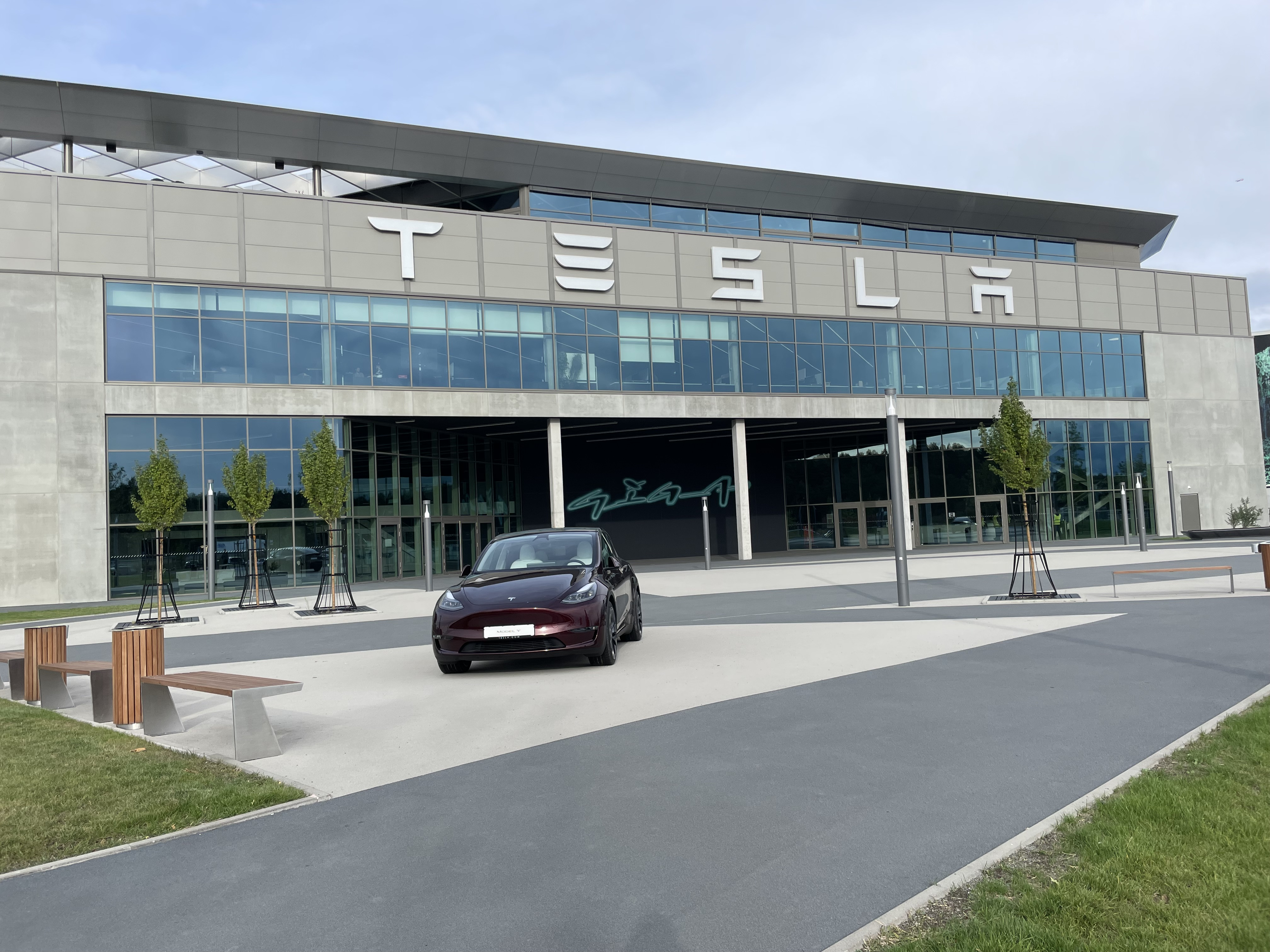
Tesla Gigafactory Berlin-Brandenburg

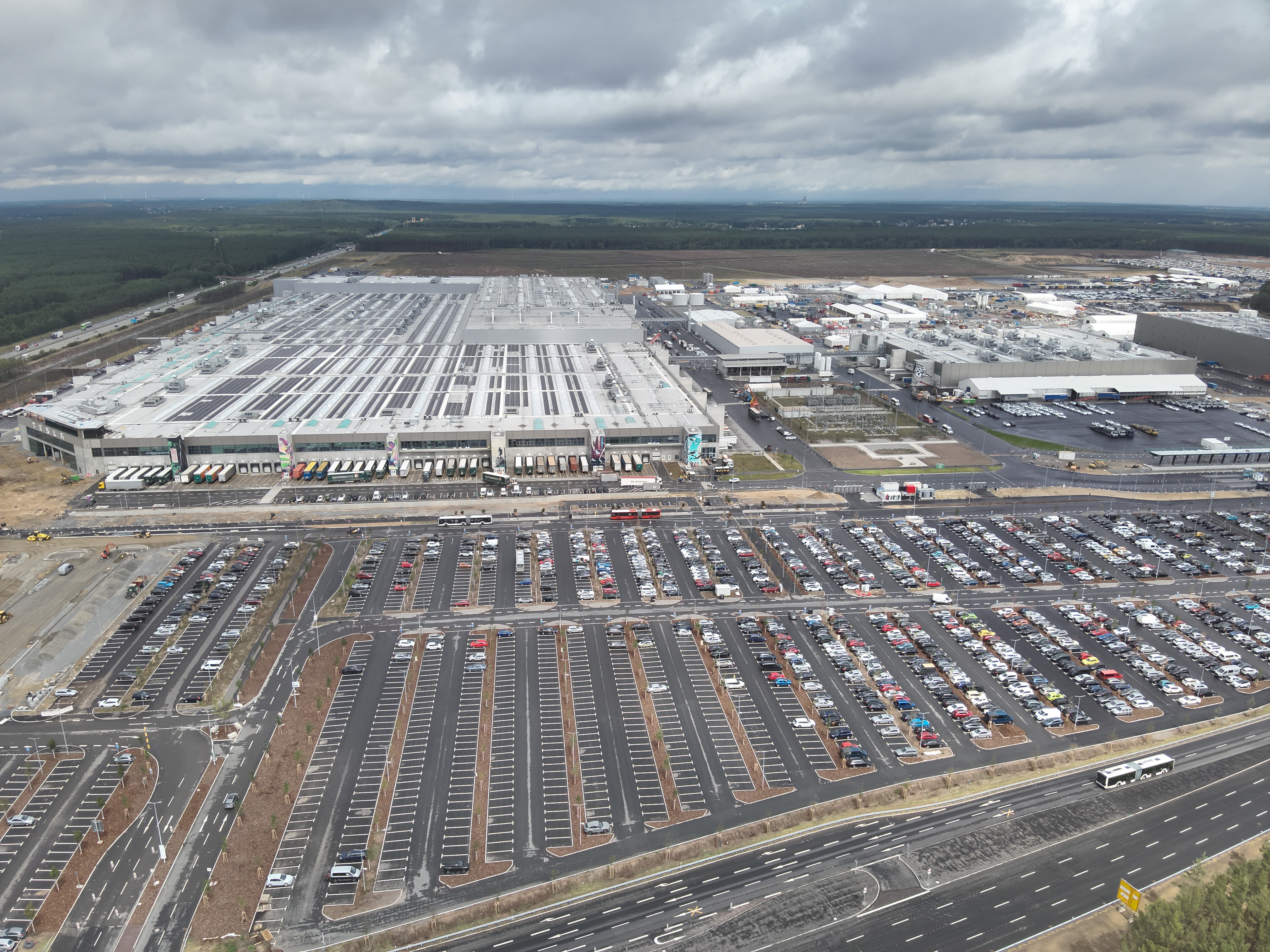
Gelände der Gigafactory

- Der Automobilkonzern Tesla betreibt in Grünheide seine europäische Tesla Gigafactory Berlin-Brandenburg für Elektroautos und Batterien. Am 22. März 2022 erfolgte die Eröffnung und erste Fahrzeuge des Typs Model Y wurden übergeben.[24] Der Standort liegt nördlich des Güterverkehrszentrums Freienbrink im Ortsteil Spreeau. Gegen die Errichtung gab es Proteste von Umweltschutzorganisationen, einer lokalen Bürgerinitiative und der AfD.[25][26][27][28][29]
- Median Klinik Grünheide, Fachklinik für neurologisch-neurochirurgische Rehabilitation
- Güterverkehrszentrum Berlin Ost Freienbrink (Teile des Geländes wurden bis 1989 als Zentrale Versorgungsbase für das Ministerium für Staatssicherheit der DDR genutzt.)[30]

### Verkehr
Individualverkehr
Die Landesstraße L 23 zwischen Herzfelde und Storkow durchquert das Gemeindegebiet in nord-südlicher Richtung, die L 38 zwischen Erkner und Fürstenwalde in west-östlicher Richtung. Die Bundesautobahn A 10 (östlicher Berliner Ring) mit den Anschlussstellen 6 (Erkner) und 7 (Freienbrink) verläuft an der westlichen Grenze des Gemeindegebietes.
Öffentlicher Personenverkehr

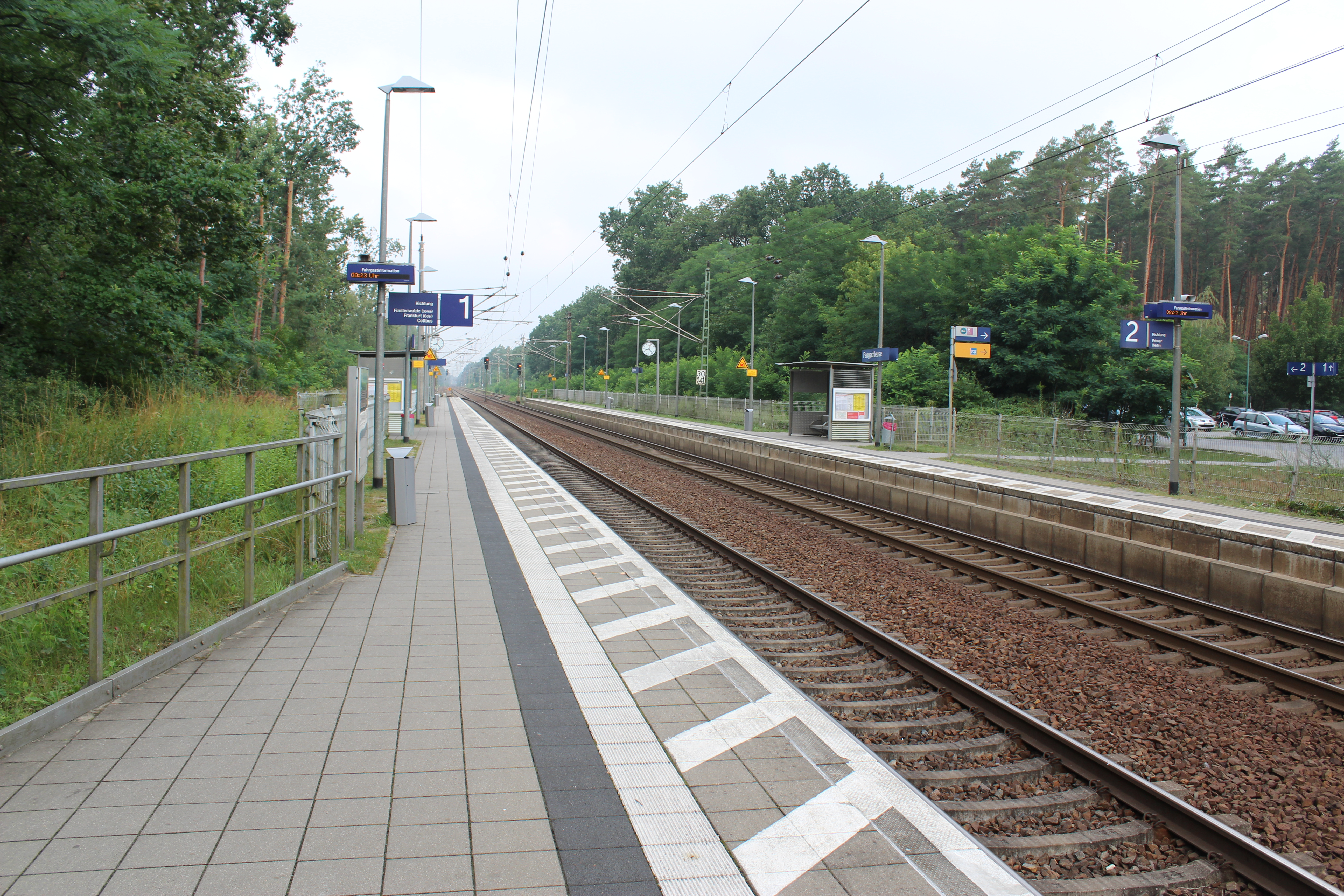
Haltepunkt Fangschleuse

Die Gemeinde Grünheide (Mark) liegt an der Bahnstrecke Berlin–Frankfurt (Oder) und hat mit Fangschleuse und Hangelsberg Haltepunkte der Regional-Express-Linie RE 1 Magdeburg–Berlin–Frankfurt (Oder), die von der ODEG betrieben wird.
Die Gemeinde wird außerdem durch die Buslinien 419, 429 und 436 des Busverkehrs Oder-Spree erschlossen. Erstere verbindet seit Dezember 2020 neu das Gewerbegebiet Freienbrink und Tesla mit dem Bahnhof Fangschleuse, wo im Halbstundentakt mit dem RE 1 Anschluss nach Berlin und Frankfurt/Oder besteht. Die beiden anderen Linien führen von Herzfelde sowie Fürstenwalde nach Erkner mit weiteren Umsteigemöglichkeiten, zum Beispiel in Erkner in die S-Bahnlinie S3 nach Berlin.
Die Gemeinde gehört zum Gebiet des VBB. Der Bahnhof Fangschleuse und die Gemeindeteile Altbuchhorst, Fangschleuse, Grünheide (Mark) liegen im Gebiet des Tarifbereichs der Stadt Berlin im Teilbereich (Tarifzone) C.
Luftverkehr
Grünheide ist über den in der Nähe liegenden Flughafen Berlin Brandenburg (BER) an den nationalen und internationalen Luftverkehr angeschlossen.

### Bildung

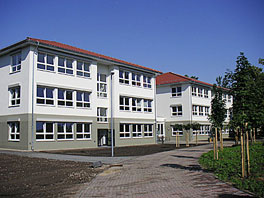
Philipp-Melanchthon-Gymnasium

Der Löcknitzcampus ist Bildungsstandort des Ortsteils Grünheide mit Gerhart-Hauptmann-Grundschule, Bettina-von-Arnim-Oberschule und Philipp-Melanchthon-Gymnasium. Der Montessori-Campus „Clara Grunwald“ im Ortsteil Hangelsberg ist mit der Montessori-Grundschule und Montessori-Oberschule ein weiterer Schulstandort.

### Sport

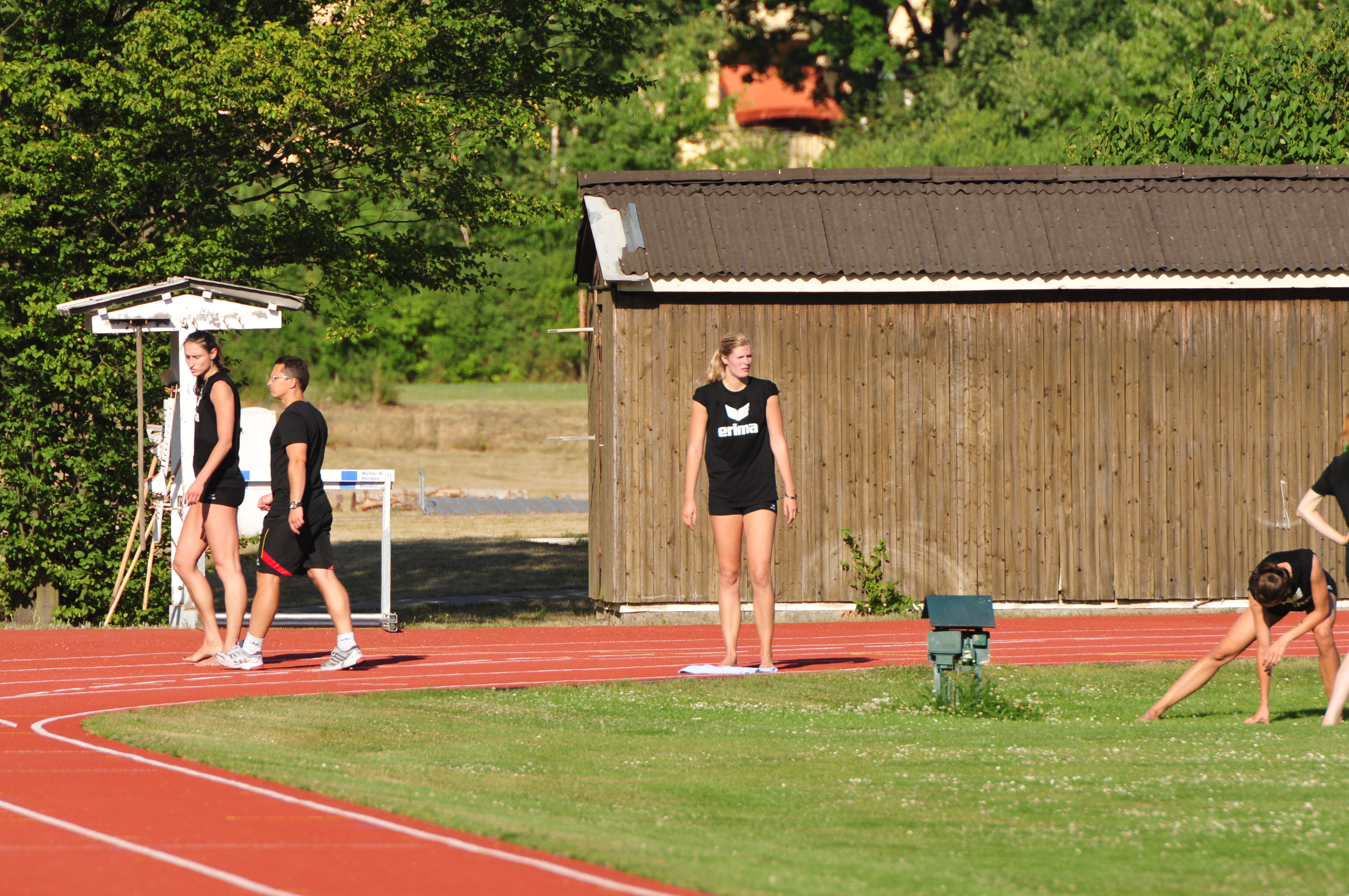
Bundesleistungszentrum Kienbaum

Das Bundesleistungszentrum Kienbaum im gleichnamigen Ortsteil ist eines von vier deutschen Bundesleistungszentren für die Betreuung und das Training von Spitzensportlern. Es ist aus einer seit 1952 genutzten und später ausschließlich dem Leistungssport der DDR vorbehaltenen Anlage hervorgegangen. Museal erhalten ist die Unterdruckkammer zur Simulierung von Höhentrainingsbedingungen bis 4000 m Höhe. In den letzten Jahren wurde das Zentrum umfangreich erweitert und modernisiert. Es bietet heute den deutschen Spitzensportlern beste Trainingsbedingungen zur Vorbereitung auf internationale Wettkämpfe.
Seit Juli 2017 ist es umbenannt in „Olympisches und Paralympisches Trainingszentrum für Deutschland.“ Das ist bis dato das einzige vollständig barrierefreie Sportzentrum dieser Art in Europa.

## Persönlichkeiten
- Curt Herrmann (1854–1929), Impressionist, bewohnte das Gutshaus mit Turm im zum Ortsteil Hangelsberg gehörenden Gemeindeteil Wulkow aus dem Jahre 1750. Seine Enkel und Urenkel aus England ließen das stark zerfallene Objekt in den Jahren 1995–1998 restaurieren und nutzen ihren deutschen Landsitz vor allem in der warmen Jahreszeit.
- Georg Alexander von Müller (1854–1940), Marineoffizier, zuletzt Admiral und von 1906 bis 1918 Chef des Marinekabinetts, bewohnte zuletzt bis zu seinem Tod die Villa „Stensjöholm“ im heutigen Ortsteil Hangelsberg, deren Baugrund er als Geschenk von Kaiser Wilhelm II. erhielt
- Georg Kaiser (1878–1945), lebte von 1921 bis 1938 in Grünheide (Mark). Lotte Lenya traf dort z. B. 1924 erstmals ihren späteren Mann Kurt Weill, weil der dort mit Kaiser zusammen an einer Oper arbeitete.
- Fritz Rasp (1891–1976), Schauspieler, wohnte während seiner Zeit in Berlin im eigenen Haus im heutigen Ortsteil Mönchwinkel. Seine Tochter, die Schriftstellerin Renate Rasp, hält das Haus auch heute noch als Eigentum, wohnt jedoch im Münchener Vorort Gräfelfing.
- Robert Havemann (1910–1982), Chemiker, Kommunist, Widerstandskämpfer gegen den Nationalsozialismus und Regimekritiker in der DDR. Havemann lebte in seinem Haus im heutigen Ortsteil Grünheide von 1976 bis 1979 wegen seiner Kritik an der SED und an der Ausbürgerung Wolf Biermanns unter Hausarrest und ständiger Bewachung und Abhörung des Anwesens durch die Stasi.
- Herbert Ziergiebel (1922–1988), Schriftsteller, verbrachte seine letzten Lebensjahre im Ortsteil Spreeau.
- Günter Kunert (1929–2016), Landesforstmeister, wohnte im heutigen Ortsteil Mönchwinkel und engagierte sich dort als Ortschronist und Hobby-Historiker, verfasste mit seinen Büchern Zisterzienserdörfer[32] und Die grüne Heide[33] zwei Werke, die vor allem Landschaft und Naturgebiete in der heutigen Gemeinde Grünheide (Mark) sowie die Besiedlung der Region durch Zisterziensermönche behandeln
- Günter Sarge (1930–2019), Generalmajor der NVA und 1962–77 Vorsitzender des Militärkollegiums des Obersten Gerichts der DDR, 1986–89 Präsident des Obersten Gerichts der DDR, lebte zuletzt im Ortsteil Kagel

## Sonstiges
Grünheide ist der Herkunftsort der alten Obstsorte Apfel aus Grünheide, die hier vor 1900 vermutlich als Zufallssämling aus der Apfelsorte Gelber Bellefleur hervorging. Der Apfel aus Grünheide ist ein saftiger Tafel- und Wirtschaftsapfel.